# Лазогианис, Лукас
Лукас Александрос Лазогианис (нем. Lucas Alexandros Lazogianis; 18 апреля 2001) — немецкий борец греко-римского стиля, участник Олимпийских игр 2024 года в Париже. Серебряный призёр чемпионата Европы 2025 года. 

## Карьера
В середине марта 2022 года в Бухаресте стал бронзовым призёром Первенства Европы по борьбе среди молодежи. 28 октября 2023 года на чемпионате мира среди борцов до 23 лет в схватке за 3 место победил Айка Хлояна из Армении, став бронзовым призёром. 5 апреля 2024 года на Европейском квалификационном турнире в Баку выступал в весовой категории до 97 кг, сначала он победил россиянина Магомеда Муртазалиева, затем Мурада Ахмадиева из Азербайджана, а в решающей схватке уступил Роберту Коблиашвили из Грузии. 10 июля 2024 года стало известно, что Лукас Лазогианис Объединенным миром борьбы  из-за отказавшихся от выступления в Париже российских борцов,  получил олимпийскую лицензию. 6 августа 2024 года на Олимпийских играх на стадии 1/8 финала уступил Габриэлю Росильо из Кубы и занял 10 место.
В апреле 2025 года на чемпионате Европы в Братиславе в весовой категории до 97 кг завоевал серебряную медаль. В финальной схватке уступил сопернику из Болгарии Кирилу Милову. 